# Kozjak (pasmo górskie w południowej Macedonii Północnej)
Kozjak (maced. Козјак) – pasmo górskie na Półwyspie Bałkańskim, w południowej części Macedonii Północnej, w regionie Mariowo. Ciągnie się od granicy macedońsko-greckiej na południu do doliny rzeki Crna Reka na północy. Od wschodu dochodzi do pasma Kożuf, a od zachodu do pasma Nidże stanowiących granicę macedońsko-grecką. 
Najwyższym szczytem pasma jest Bałtowa Czuka (1823 m). Inne ważniejsze szczyty to: Golem Kozjak (1814 m), Perum (1807 m), Perun (1703 m), Durow Kamen (1569 m), Mesznik (1470 m) i Zelka (1426 m).
Pasmo pokrywają bujne lasy złożone w większości z sosny czarnej. 